# Vollore-Montagne

Vollore-Montagne este o comună în departamentul Puy-de-Dôme, Franța. În 1 ianuarie 2022 avea o populație de 312 de locuitori.